# Фіоннула Фленаґан
Фіоннула Манон Фленаґан (ірл. Fionnghuala Manon «Fionnula» Flanagan; нар. 10 грудня 1941, Дублін, Ірландія) — ірландська акторка кіно та телебачення, продюсерка. 

## Життєпис
Народилася 10 грудня 1941 року в Ірландії, у місті Дублін. Жила та виховувалася у багатодітній сім'ї (було ще четверо дітей) Теренса та Розанни Фленаґан. Батько був військовим, ірландським націоналістом та учасником громадянської війни в Іспанії. Фіонулла Фленаґан навчалася в Англії та Швейцарії, отримала прекрасну освіту і досконало володіє ірландською та англійською мовами. 

### Кар'єра
Театральну кар'єру почала в Національному Ірландському театрі, на сцені якого грали п'єси за творами ірландських авторів. Подорожувала по світу з театральною трупою. Після чергових гастролей переїхала в Лос-Анджелес. Там, з 1968 року виступала на Бродвеї.
Фленаґан у 1965 році дебютувала на великому екрані. Фленаґан зазвичай виконує ролі другого плану в серіалах та фільмах. У чотирьох з них вона грає камео. За свою піввікову кар'єру Фленаґан виконала понад 100 ролей у кіно та на телебаченні. Найбільш помітними її роботами стали фільми Завжди кажи «Так», Інші, Кров за кров.

## Особисте життя
У 1960 році одружилася з психіатром та ірландським націоналістом Ґарретом О'Коннором. Сім'єю проживають у Беверлі-Гіллз. Сама Фленаґан підтримувала ірландських кандидатів на виборах, бере участь в політичному житті Ірландії.

## Фільмографія (вибіркова)

### Фільми
| Рік  |    | Українська назва                                | Оригінальна назва                                    | Роль                  |
| ---- | -- | ----------------------------------------------- | ---------------------------------------------------- | --------------------- |
| 1969 | ф  | Улісс                                           | Ulysses                                              | Ґерті Макдавелл       |
| 1969 | ф  | Грішний Деві                                    | Sinful Davey                                         | Пенелопа              |
| 1976 | ф  |                                                 | In the Region of Ice                                 | Сестра                |
| 1984 | ф  | Караван мужності: Пригоди евоків                | The Ewok Adventure                                   | Катарін               |
| 1986 | ф  | Надзвичайний стан                               | A State of Emergency                                 | Діана Кармоді         |
| 1992 | ф  | Місячне безумство                               | Mad At The Moon                                      | місіс Гілл            |
| 1993 | ф  | Безкоштовні гроші                               | Money For Nothing                                    | місіс Койл            |
| 2001 | ф  | Інші                                            | The Others                                           | Берта Міллс           |
| 2003 | ф  | Сльози сонця                                    | Tears of the Sun                                     | сестра Грейс          |
| 2004 | ф  | Прокляті                                        | Blessed                                              | Джей Ллойд Самуель    |
| 2005 | ф  | Трансамерика                                    | Transamerica                                         | Елізабет Сшупак       |
| 2005 | ф  | Кров за кров                                    | Four Brothers                                        | Евелін Мерсер         |
| 2007 | ф  | Вихор                                           | Slipstream                                           | Бетті Ластіґ          |
| 2008 | ф  | Завжди кажи «Так»                               | Yes Man                                              | Тіллі                 |
| 2009 | ф  | Винахід брехні                                  | The Invention of Lying                               | Марта Беллісон        |
| 2009 | мф | Різдвяна історія                                | A Christmas Carol                                    | місіс Ділбер          |
| 2010 | ф  | Ірландець                                       | Kill the Irishman                                    | Ґрейс О'Кіф           |
| 2011 | ф  | Якось у Ірландії                                | The Guard                                            | Ейлін Бойл            |
| 2013 | ф  | Кохання за рецептом                             | Menú degustació                                      | графиня Д'Арсі        |
| 2014 | мф | Пісня моря                                      | Song of the Sea                                      | Бабуся / Мача (голос) |
| 2016 | ф  | Маленький секрет                                | Pequeno Segredo                                      | Барбара               |
| 2021 | ф  | Зона 414                                        | Zone 414                                             |                       |
| 2023 | ф  | Голодні ігри: Балада про співочих пташок і змій | The Hunger Games: The Ballad of Songbirds and Snakes | бабуся                |

### Телесеріали
| Рік       |   | Українська назва                    | Оригінальна назва                 | Роль             |
| --------- | - | ----------------------------------- | --------------------------------- | ---------------- |
| 1976      | с | Багач, бідняк                       | Rich Man, Poor Man                | Клотильда        |
| 1976      | с | Вулиці Сан-Франциско                | The Streets of San Francisco      | Емма Сіммс       |
| 1985      | с | Кеґні і Лейсі                       | Cagney & Lacey                    | Клотильда        |
| 1993      | с | Зоряний шлях: Наступне покоління    | Star Trek: The Next Generation    | Енін Тандро      |
| 1993      | с | Зоряний шлях: Глибокий космос 9     | Star Trek: Deep Space Nine        | Джуліана Тайнер  |
| 1989      | с | Коломбо                             | Columbo                           | Луїза            |
| 1990      | с | Таємниці отця Даулінґа              | Father Dowling Mysteries          | Марґарет         |
| 2002      | с | Зоряний шлях: Ентерпрайз            | Star Trek: Enterprise             | В'Лар            |
| 2003      | с | Закон і порядок: Спеціальний корпус | Law & Order: Special Victims Unit | Шейла Бакстер    |
| 2004      | с | Частини тіла                        | Nip/Tuck                          | Рита Клер        |
| 2006—2008 | с | Братство                            | Brotherhood                       | Роуз Кеффі       |
| 2007—2010 | с | Загублені                           | Lost                              | Елоїза Говкінґ   |
| 2013      | с | Виклик                              | Defiance                          | мер Нікі Ріордан |

### Продюсер
- 2014 — Fearless / короткометражка
- 1985 — Джеймс Джойс: Жінки / James Joyce's Women

## Премії та нагороди
Фіоннула Фленаґан володарка премій «Еммі» у 1976 році, найкраща жіноча роль у драматичному серіалі, за участь в міні-серіалі «Багач, бідняк» (англ. Rich Man, Poor Man), премією «Сатурн» у 2000 році як найкраща акторка другого плану за фільм «Інші», Ірландською національною премією в галузі кіно і ТБ («Irish Film & Television Academy») у 2007 році як найкраща акторка другого плану за роль у фільмі «Трансамерика».